# Tanaka Makoto
Tanaka Makoto (田中 誠 sinh ngày 8 tháng 8 năm 1975) là một cựu cầu thủ bóng đá Nhật Bản. Anh từng thi đấu cho Đội tuyển bóng đá quốc gia Nhật Bản.

## Thống kê sự nghiệp
| Đội tuyển bóng đá Nhật Bản | Đội tuyển bóng đá Nhật Bản | Đội tuyển bóng đá Nhật Bản |
| Năm                        | Trận                       | Bàn                        |
| -------------------------- | -------------------------- | -------------------------- |
| 2004                       | 14                         | 0                          |
| 2005                       | 16                         | 0                          |
| 2006                       | 2                          | 0                          |
| Tổng cộng                  | 32                         | 0                          |